# Gömöry János (publicista)
Gömöry János (Nyíregyháza, 1869. május 12. – Budapest, 1966. május 7.) tanár, evangélikus lelkész, publicista.

## Családja és származása
A régi dobsinai ágostai hitvallású buléner polgári származású Gömöry családnak a sarja, amelynek az ősei 1326 óta űzték a bányászatot szabad polgárokként. A család legkorábbi ismert említése 1651-ből való és több száz éven át dobsinai városbírák is voltak; felmenői Rákóczi Ferencnek gyártottak fegyvereket a dobsinai bányászokkal és kohászokkal együtt. Apja Gömöry János, Dessewffy Kálmán uradalmának tiszttartója Oroson, majd nyíregyházi fogházfelügyelő, anyja Markó Zsuzsanna (1841–1921) óvónő. Az apai nagyszülei Gömöry János, kecskeméti kereskedő és Rhúz Mária voltak; az anyai nagyszülei Markó József, nyíregyházi lakos és Kubinyi Rozina voltak. Az apai nagybátyja Gömöry Frigyes (1813–1901), kecskeméti hites ügyvéd, 1848-as honvédszázados, a kecskeméti honvédegylet tagja, közgyám.

## Élete
Az eperjesi evangélikus Kollégium Főgimnáziumában érettségizett. Egyetemi tanulmányai során a németországi Greifswaldban is tanult. A kolozsvári egyetem elvégzése után, 1897-ben Eperjesen lett tanár. 1903–1926 között az iskola igazgatója. Jórészt neki köszönhető, hogy az iskola tanítási nyelve a csehszlovák államfordulatot követően 1926-ig a magyar maradt.
1931-től Kassán élt, ahol 1932-től a Kazinczy Társaság főtitkára, majd 1938–1945 között elnöke volt. A Magyar Nemzeti Párt, majd később az Egyesült Magyar Párt kassai szervezetének egyik vezetője volt. Egyik megteremtője volt a Kazinczy Lap- és Könyvkiadó Szövetkezetnek, 1937-ben pedig a Tátra című irodalmi folyóiratnak és könyvkiadó vállalatnak.
1947-ben a már 78. életévében járó idős férfit számos neves pártfogója (köztük Vladimír Čobrda evangélikus püspök) közbenjárását semmibe véve a két háború közti tevékenysége miatt népbíróság elé állították, majd Magyarországra telepítették. Egy ideig Sóskúton élt, majd a pesthidegkúti Nyugdíjas Pedagógusok Otthonának lakója lett.
Gyakran írt kisebbségvédelmi tanulmányokat és szót emelt a magyarországi szlovák kisebbség érdekében is. Helytörténeti tanulmányokat is írt. Élete végén megírta önéletírását.

## Művei
- Caraffa. Rozsnyó, 1930
- Az eperjesi ev. kollégium rövid története 1531–1931; Kósch Ny., Prešov, 1933
- Eperjes. In: Tamás Mihály (szerk.): Tátra-almanach – Szlovenszkói városképek. Pozsony, 1938. 137–188.
- Emlékeim egy letűnt világról; bev. Szalatnai Rezső; Szépirodalmi, Budapest, 1964
- Eperjes és az Evangélikus Kollégium története; szerk. Nemessányi Lászlóné; Evangélikus Országos Múzeum, Budapest, 1994